# Higena similis
Higena similis är en fjärilsart som beskrevs av Alexander Schintlmeister 1993. Higena similis ingår i släktet Higena och familjen tandspinnare. Inga underarter finns listade i Catalogue of Life.